# Evil One
『Evil One』（イーヴル・ワン）は日本のヘヴィメタルバンドANTHEMが2012年9月26日にリリースしたシングルである。

## 概要
アルバム『BURNING OATH』からの先行シングルであり、ユニバーサルミュージック移籍後、初めて発表された作品である。C/Wには過去の楽曲の再録が収められている。SHM-CD仕様。

## 収録曲
1. Evil One
作詞・作曲：柴田直人
2. Empty Eyes ~ Studio Live Recordings (Ver. 1.1)
オリジナルは「BOUND TO BREAK」収録。
3. Shadow Walk ~ Studio Live Recordings (Ver. 1.1)
オリジナルは「NO SMOKE WITHOUT FIRE」収録。

## 演奏
- 坂本英三 - ボーカル
- 柴田直人 - ベース
- 清水昭男 - ギター
- 田丸勇 - ドラム